# 克里斯蒂安·奥古斯特·弗里德里希·彼得斯
克里斯蒂安·奥古斯特·弗里德里希·彼得斯（德語：Christian August Friedrich Peters，1806年9月7日—1880年5月8日）是一位德国天文学家。

## 生平
1806年9月7日彼得斯出生于汉堡，是一位商人的儿子。虽然他没有完整地上完高中，但获得了良好的数学和天文学知识。
1826年他成为了阿尔托纳天文台海因里希·舒马赫的助理。在舒马赫的鼓励下，他继续攻读天文学，并在柯尼斯堡大学弗里德里希·贝塞尔的指导下获得了博士学位。1834年，他成为汉堡天文台助理，1839年转至普尔科沃天文台工作。1849年受聘为柯尼斯堡大学天文学教授，不久，接替弗里德里希·贝塞尔担任柯尼斯堡大学天文台台长。1854年他出任阿尔托纳天文台台长兼《天文学通报》总编。彼得斯一生都在编辑这本杂志，共主管该刊物58期。1872年他随天文台迁至基尔，在那里继续着自己的工作。
1866年，被选为瑞典皇家科学院外籍院士。由于他在1856年所记录的有关使用平均绝对离差的精度估计，彼得斯成为了有关误差理论中的专用名词。1852年，彼得斯被授予英国皇家天文学会金质奖章。
1880年5月8日他在基尔去世，享年73岁。

## 子女
他的儿子卡尔·弗里德里希·威廉·彼得斯（Carl Friedrich Wilhelm Peters）也是一名天文学家。

## 著作
- . 1842 （德语）.
- . 1842 （德语）.
- . 1847 （德语）.
- (pdf). Astronomische Nachrichten. 1851, (32): 1–58  [2020-10-01]. （原始内容存档 (PDF)于2020-01-26） （德语）.
- (pdf). Astronomische Nachrichten. 1856, (44): 29–32  [2022-03-14]. （原始内容存档 (PDF)于2022-01-31） （德语）.

彼得斯在《天文学通报》上发表的文章都可以在网上查到。